# Connor Wickham
Connor Neil Ralph Wickham (ur. 31 marca 1993) – angielski piłkarz grający na pozycji napastnika.

## Kariera klubowa

### Ipswich Town

#### Sezon 2008/2009
11 kwietnia 2009 roku zadebiutował w barwach Ipswich Town, mając 16 lat i 11 dni. Wszedł w 66. minucie zmieniając Welicze Szumulikoskiego w przegranym 3–1 meczu z Doncaster Rovers na wyjeździe. Stał się najmłodszym piłkarzem Ipswich w historii, pokonując poprzedniego rekordzistę, Jasona Dozzella o 46 dni.

#### Sezon 2009/2010
W swoim czwartym meczu w barwach Ipswich strzelił dwa pierwsze gole. W 11. i 59. minucie spotkania Pucharu Ligi ze Shrewsbury Town znalazł drogę do siatki rywala. Trafił również w serii rzutów karnych, które jego drużyna wygrała 4–2. W marcu 2010 roku trafił swojego pierwszego gola w doliczonym czasie gry w spotkaniu przeciwko Scunthorpe United. W kwietniu trafił swojego drugiego gola, w 90. minucie wygranego 3–1 spotkania z Derby County. Dwa dni wcześniej podpisał swój pierwszy profesjonalny kontrakt, który obowiązywał dwa lata.
W kwietniu 2010 roku został uznany Młodym graczem miesiąca przez Football League. Wygrał tę nagrodę po tym jak uzyskał trzy gole w czterech meczach w tym czasie. W następnym miesiącu Tottenham Hotspur złożył ofertę kupna, jednak Ipswich Town ją odrzuciło.

#### Sezon 2010/2011
W styczniu 2011 roku przedłużył umowę z Ipswich do 2013 roku. 22 stycznia 2011 roku trafił bramkę w wygranym 3–2 spotkaniu z Doncaster Rovers. To była jego pierwsza bramka w sezonie. Dwa mecze później trafił przeciwko Sheffield United na Portman Road. Po kontrze okiwał dwóch obrońców, a następnie ominął Roberta Kozluka i bramkarza Steve Simonsena by wykończyć akcję strzałem do pustej bramki. Były piłkarz Ipswich, Kevin Beattie, który widział bramkę na własne oczy, stwierdził, że była jedną z najpiękniejszych trafionych na Portman Road. Dwa tygodnie później zaliczył swojego pierwszego hat-tricka w karierze przeciwko Doncaster Rovers (wygrana 6–0). Wickham utrzymał znakomitą formę i 8 marca trafił gola w końcówce meczu z Reading, choć był to tylko gol honorowy.
4 marca 2011 został uznany Graczem miesiąca lutego Championship. Dwa tygodnie później został wybrany najlepszym młodym graczem sezonu.
2 kwietnia trafił bramkę Burnley, a jego drużyna wygrała 2–1. 7 maja trafił na wyjeździe przeciwko Leicester City.

### Sunderland
29 czerwca 2011 podpisał czteroletni kontrakt z klubem Premier League, Sunderland. Kwota transferu wynosiła 8 milionów funtów, ale po spełnieniu odpowiednich klauzul mogła wzrosnąć do 12 milionów. Pomimo że wcześniej podpisał nowy kontrakt z Ipswich, był łączony z przejściem do większego klubu po pełnym sukcesów sezonie. Menedżer Ipswich Town, Paul Jewell, twierdził, że klub nie musi sprzedawać nastolatka, jednak oferta Sunderlandu okazała się zbyt lukratywna. Kwota transferu była rekordowa dla klubu z Championship.
Wickham trafił swojego pierwszego gola dla Sunderlandu w meczu przedsezonowym z Kilmarnock. 20 sierpnia 2011 roku zadebiutował w barwach Czarnych Kotów w derbach przeciwko Newcastle, które jego nowa drużyna przegrała 1–0. 22 października 2011 roku po raz pierwszy zaczął mecz Premier League od pierwszych minut i pomógł zespołowi w odniesieniu zwycięstwa nad Bolton Wanderers. Tydzień później trafił swojego pierwszego gola, w zremisowanym 2–2 meczu z Aston Villą. W meczu z Manchesterem United na Old Trafford doznał kontuzji kolana i zszedł z boiska po pięciu minutach.

## Kariera reprezentacyjna
Wickham wygrał z reprezentacją Anglii U-16 Victory Shield.
11 sierpnia 2009 otrzymał powołanie do drużyny U-17. W maju 2010 roku znalazł się w składzie na Mistrzostwa Europy U-17. Zagrał przeciwko Czechom i Grecji w fazie grupowej. W półfinale, przeciwko Francji trafił dwie bramki, a Anglia wygrała 2–1. Obie bramki padły po strzałach z lewej nogi, w drugiej połowie. Wickham trafił też bramkę w finale, która dała zwycięstwo 2–1 nad Hiszpanią.
W 2011 roku znalazł się w składzie na Mistrzostwa Europy U-21, które odbyły się w Danii.

## Statystyki
| Sezon      | Klub                | Liga                         | League  | League | FA Cup  | FA Cup | Puchar Ligi | Puchar Ligi | Razem   | Razem | Kartki        | Kartki     |
| Sezon      | Klub                | Liga                         | Występy | Gole   | Występy | Gole   | Występy     | Gole        | Występy | Gole  | A yellow card | A red card |
| ---------- | ------------------- | ---------------------------- | ------- | ------ | ------- | ------ | ----------- | ----------- | ------- | ----- | ------------- | ---------- |
| 2008–09    | Ipswich Town        | Championship                 | 2       | 0      | 0       | 0      | 0           | 0           | 2       | 0     | 0             | 0          |
| 2009–10    | Ipswich Town        | Championship                 | 26      | 4      | 1       | 0      | 2           | 2           | 29      | 6     | 4             | 0          |
| 2010–11    | Ipswich Town        | Championship                 | 37      | 9      | 1       | 0      | 3           | 0           | 41      | 9     | 5             | 0          |
| Ipswich    | Ipswich             | Ipswich                      | 65      | 13     | 2       | 0      | 5           | 2           | 72      | 15    | 9             | 0          |
| 2011–12    | Sunderland          | Premier League               | 13      | 1      | 2       | 0      | 1           | 0           | 16      | 1     | 0             | 0          |
| 2012–13    | Sunderland          | Premier League               | 12      | 1      | 2       | 0      | 0           | 0           | 14      | 1     | 0             | 0          |
| Sunderland | Sunderland          | Sunderland                   | 25      | 2      | 4       | 0      | 1           | 0           | 20      | 1     | 0             | 0          |
| 2012–13    | Sheffield Wednesday | Football League Championship | 6       | 1      | 0       | 0      | 0           | 0           | 6       | 1     | 1             | 0          |
| 2013–14    | Sunderland          | Premier League               | 13      | 3      | 0       | 0      | 2           | 2           | 15      | 5     | 0             | 0          |
| 2013–14    | Sheffield Wednesday | Football League Championship | 12      | 10     | 0       | 0      | 0           | 0           | 12      | 10    | 2             | 0          |
| 2013–14    | Leeds United        | Football League Championship | 5       | 0      | 0       | 0      | 0           | 0           | 5       | 0     | 0             | 0          |
| 2014–15    | Sunderland          | Premier League               | 36      | 5      | 2       | 0      | 1           | 0           | 39      | 5     | 5             | 0          |
| 2015–16    | Crystal Palace      | Premier League               | 21      | 5      | 3       | 1      | 0           | 0           | 24      | 6     | 1             | 0          |
| 2016–17    | Crystal Palace      | Premier League               | 10      | 2      | 0       | 0      | 2           | 0           | 12      | 2     | 1             | 0          |
| 2017–18    | Crystal Palace      | Premier League               | 0       | 0      | 0       | 0      | 0           | 0           | 0       | 0     | 0             | 0          |
| 2018–19    | Crystal Palace      | Premier League               | 6       | 0      | 2       | 0      | 0           | 0           | 8       | 0     | 0             | 0          |
| Razem      | Razem               | Razem                        | 198     | 41     | 13      | 1      | 11          | 4           | 212     | 46    | 18            | 0          |

Stan na 14 maja 2019 r.

## Sponsoring
W 2010 roku podpisał kontrakt z brytyjską firmą, Umbro. Wystąpił w reklamie nowych koszulek reprezentacji Anglii, razem z Wayne’em Rooneyem i Joem Hartem.